# Campionati italiani femminili assoluti di atletica leggera 1931
I IX campionati italiani femminili assoluti di atletica leggera si sono tenuti a Bologna il 27 settembre 1931. Sono stati assegnati quindici titoli in altrettante discipline.
Rispetto all'edizione precedente, fu rimossa dal programma la gara del triathlon.
Durante la manifestazione furono battuti i record italiani del salto in alto da fermo (Lidia Bongiovanni, 1,14 m) e del lancio del giavellotto (Jolanda Bacchelli, 33,93 m), mentre Ondina Valla eguagliò il record negli 80 metri ostacoli da lei stessa detenuto a 13"0.
Fu anche stilata una classifica per società, che vide al primo posto la Virtus Bologna Sportiva con 145 punti, seguita da Società Ginnastica Triestina e Società Ginnastica Torino, rispettivamente con 143 e 42 punti.
Anche nel 1931, come nell'edizione precedente, non si disputarono i campionati femminili di corsa campestre.

## Risultati

### Le gare del 27 settembre a Bologna
| Specialità              | Oro                                                                                        | Prestazione | Argento                                         | Prestazione | Bronzo                                         | Prestazione |
| Corse                   | Corse                                                                                      | Corse       | Corse                                           | Corse       | Corse                                          | Corse       |
| ----------------------- | ------------------------------------------------------------------------------------------ | ----------- | ----------------------------------------------- | ----------- | ---------------------------------------------- | ----------- |
| 60 m                    | Giovanna Viarengo Società Ginnastica Torino                                                | 8"2/5       | Ernestina Steiner Società Ginnastica Triestina  | 8"3/5       | Nives De Grassi Società Ginnastica Triestina   | s/t         |
| 80 m                    | Giovanna Viarengo Società Ginnastica Torino                                                | 10"3/5      | Maria Coselli Società Ginnastica Triestina      | 11"0        | Ebe Fragiacomo Società Ginnastica Triestina    | s/t         |
| 100 m                   | Giovanna Viarengo Società Ginnastica Torino                                                | 13"3/5      | Nives De Grassi Società Ginnastica Triestina    | 14"0        | Ernestina Steiner Società Ginnastica Triestina | s/t         |
| 200 m                   | Nives De Grassi Società Ginnastica Triestina                                               | 29"0        | Maria Coselli Società Ginnastica Triestina      | 29"1/5      | Lidia Bongiovanni Società Ginnastica Triestina | s/t         |
| 800 m                   | Leandrina Bulzacchi Unione Sportiva Soresinese                                             | 2'32"1/5    | Lena Olari Unione Sportiva Acquanegra           | 2'32"4/5    | Costa Virtus Bologna Sportiva                  | 2'53"4/5    |
| 80 m hs                 | Ondina Valla Virtus Bologna Sportiva                                                       | 13"0 =      | Emma Forrer Reale Società Ginnastica Torino     | 16"0        | Diva Grassi Virtus Bologna Sportiva            | s/t         |
| Staffetta 4×75 m        | Società Ginnastica Triestina Maria Bravin Nives De Grassi Ebe Fragiacomo Ernestina Steiner | 40"2/5      | Società Ginnastica Triestina (seconda squadra)  | 41"0        | Virtus Bologna Sportiva (prima squadra)        | 41"1/5      |
| Staffetta 4×100 m       | Società Ginnastica Triestina Nives De Grassi Maria Coselli Maria Bravin Ernestina Steiner  | 53"2/5      | Virtus Bologna Sportiva (prima squadra)         | 55"0        | Società Ginnastica Triestina (seconda squadra) | 57"2/5      |
| Salti                   |                                                                                            |             |                                                 |             |                                                |             |
| Salto in alto           | Ondina Valla Virtus Bologna Sportiva                                                       | 1,40 m      | Maria Coselli Società Ginnastica Triestina      | 1,35 m      | Roma Jenco Società Ginnastica Triestina        | 1,30 m      |
| Salto in alto da fermo  | Lidia Bongiovanni Società Ginnastica Triestina                                             | 1,14 m      | Ondina Valla Virtus Bologna Sportiva            | 1,10 m      | Claudia Testoni Virtus Bologna Sportiva        | 1,05 m      |
| Salto in lungo          | Claudia Testoni Virtus Bologna Sportiva                                                    | 4,985 m     | Diva Grassi Virtus Bologna Sportiva             | 4,52 m      | Lena Olari Unione SPortiva Acquanegra          | 4,31 m      |
| Salto in lungo da fermo | Bruna Bertolini Sport Club Italia                                                          | 2,30 m      | Claudia Testoni Virtus Bologna Sportiva         | 2,275 m     | Ada Novak Società Ginnastica Triestina         | 2,195 m     |
| Lanci                   |                                                                                            |             |                                                 |             |                                                |             |
| Getto del peso          | Bruna Bertolini Sport Club Italia                                                          | 10,65 m     | Jolanda Bacchelli Virtus Bologna Sportiva       | 10,07 m     | Maria Bravin Società Ginnastica Triestina      | 8,86 m      |
| Lancio del disco        | Pierina Borsani Cotonificio Cantoni Castellanza                                            | 32,49 m     | Jolanda Bacchelli Virtus Bologna Sportiva       | 30,16 m     | Anna Stivani Virtus Bologna Sportiva           | 23,41 m     |
| Lancio del giavellotto  | Jolanda Bacchelli Virtus Bologna Sportiva                                                  | 33,93 m     | Pierina Borsani Cotonificio Cantoni Castellanza | 32,02 m     | Bruna Bertolini Sport Club Italia              | 28,78 m     |